# Вашингтон Тауншип (округ Кембрія, Пенсільванія)
Вашингтон Тауншип (англ. Washington Township) — селище (англ. township) в США, в окрузі Кембрія штату Пенсільванія. Населення — 832 особи (2020).

## Демографія
Згідно з переписом 2010 року, у селищі мешкало 875 осіб у 345 домогосподарствах у складі 262 родин. Було 371 помешкання
Расовий склад населення:
| - 99,2 % — білих - 0,3 % — чорних або афроамериканців - 0,1 % — азіатів |

До двох чи більше рас належало 0,3 %. Частка іспаномовних становила 0,7 % від усіх жителів.
За віковим діапазоном населення розподілялося таким чином: 20,2 % — особи молодші 18 років, 62,7 % — особи у віці 18—64 років, 17,1 % — особи у віці 65 років та старші. Медіана віку мешканця становила 45,8 року. На 100 осіб жіночої статі у селищі припадало 106,4 чоловіків;  на 100 жінок у віці від 18 років та старших — 100,0 чоловіків також старших 18 років.
Середній дохід на одне домашнє господарство  становив 61 555 доларів США (медіана — 55 288), а середній дохід на одну сім'ю — 66 857 доларів (медіана — 59 583). Медіана доходів становила 37 083 долари для чоловіків та 40 000 доларів для жінок. За межею бідності перебувало 6,1 % осіб, у тому числі 10,2 % дітей у віці до 18 років та 9,1 % осіб у віці 65 років та старших.
Цивільне працевлаштоване населення становило 438 осіб. Основні галузі зайнятості: освіта, охорона здоров'я та соціальна допомога — 37,2 %, транспорт — 12,3 %, публічна адміністрація — 10,5 %.